# ジョセフ＝フェルディナン・ランクルノン
ジョセフ＝フェルディナン・ランクルノン（Joseph-Ferdinand Lancrenon、1794年3月16日 - 1874年8月4日）は、フランスの画家である。アカデミック美術の画家で、神話や歴史を題材にした作品を描いた。ブザンソン美術館の館長などを務めた。

## 略歴
スイスとの国境に近いドゥー県のロード(Lods)でブドウ農園経営者の息子に生まれた。パリでアンヌ＝ルイ・ジロデ＝トリオゾンの学生になり、何度か若手美術家の登竜門であったローマ賞に挑むが、1等を受賞することはできなかった。1819年から1845年の間、パリのサロンにアカデミック美術のスタイルの宗教画や歴史画、肖像画風俗画を出展した。
1834年からドゥー県のブザンソンにあるブザンソン美術館の館長に選ばれ、1840年から1872年までブザンソンの美術学校の校長も務めた。国の施設の装飾画」の制作にも参加した。
レジオンドヌール勲章（シュバリエ）を受勲し、芸術アカデミーの会員に選ばれた。ブザンソンの科学・文芸・芸術アカデミー(Académie des sciences, belles-lettres et arts de Besançon et de Franche-Comté)の会員になり、ドゥー県の学術振興団体(Société d'émulation du Doubs)の初代会長も務めた。

## 作品

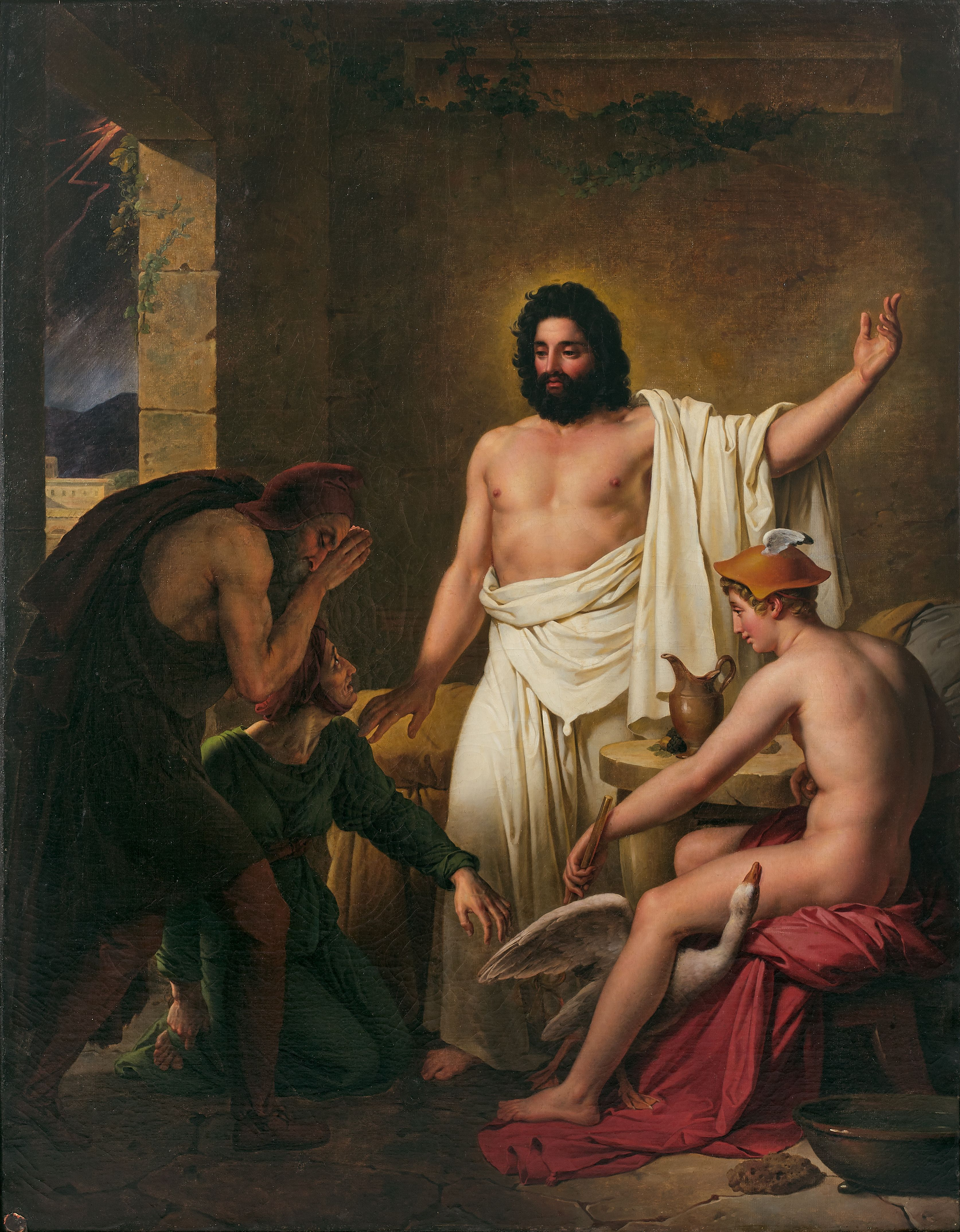
バウキスとピレーモーンの家のゼウスとヘルメース
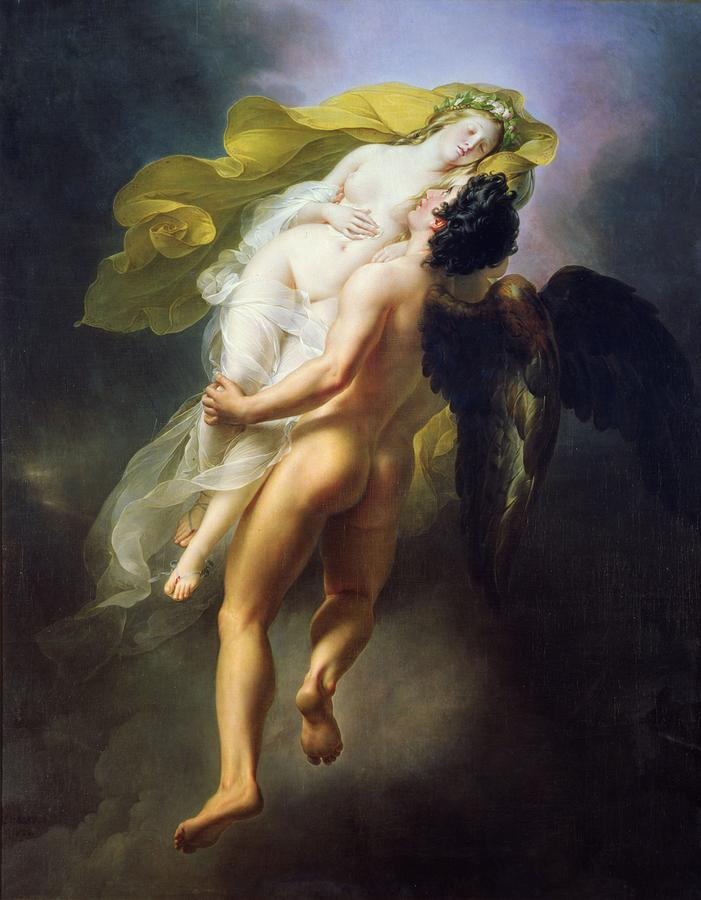
オーレイテュイアをさらうボレアース (1822) Musée Girodet
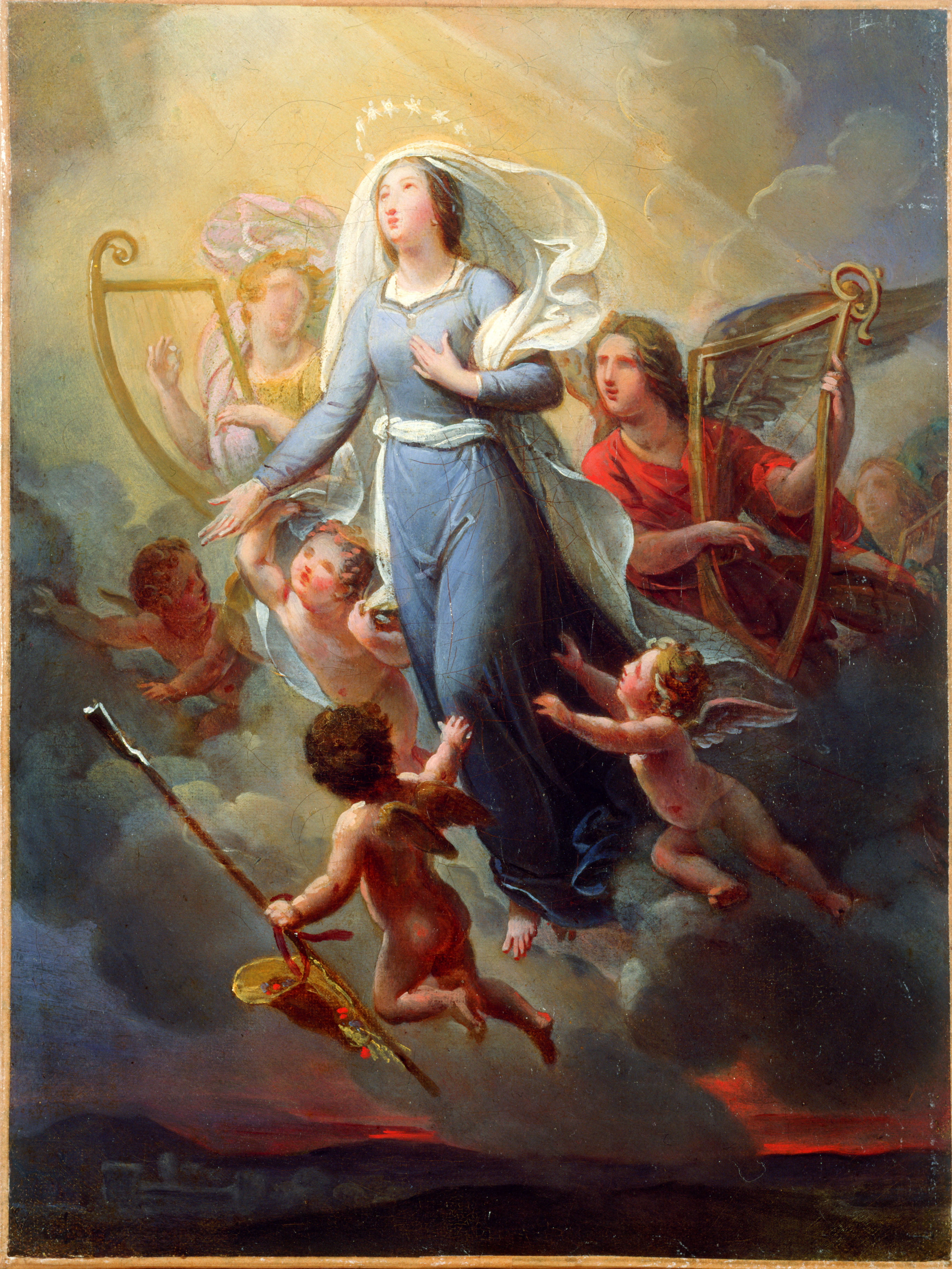
教会装飾画下絵 パリ市立プティ・パレ美術館